# Вехтино
Вехтино е село в Южна България. То се намира в община Мадан, област Смолян.

## География
Село Вехтино се намира в планински район.